# Mostich Hill
Der Mostich Hill (englisch; bulgarisch хълм Мостич chalm Mostitsch) ist ein 142 m hoher und felsiger Hügel im Südwesten von Rugged Island im Archipel der Südlichen Shetlandinseln. Er ragt 0,78 km ostnordöstlich des Benson Point, 3,16 km südsüdöstlich des Kap Sheffield und 3,78 km westlich des Radev Point auf.
Spanische Wissenschaftler kartierten ihn 1992, bulgarische 2009. Die bulgarische Kommission für Antarktische Geographische Namen benannte ihn 2006 nach Mostitsch, Itschirgu-Boil unter den bulgarischen Zaren Simeon I. und Peter I. im 10. Jahrhundert.